# Hiroko Satō
Hiroko Satō (jap. 佐藤 弘子, Satō Hiroko, geb. Takakura, 高倉; * 10. Juni 1939) ist eine ehemalige japanische Speerwerferin.
1962 siegte sie bei den Asienspielen in Jakarta, und 1964 wurde sie Siebte bei den Olympischen Spielen in Tokio.
1961 und 1962 wurde sie Japanische Meisterin. Ihre persönliche Bestleistung von 53,78 m stellte sie am 5. April 1964 in Tachikawa auf.